# Skælskør Bymuseum
A Skælskør Bymuseum Skælskør dán város helyi múzeuma, a város központjában, a régi főutca, az Algade 2. számú házban. 

## Leírása
A múzeum faszerkezetes reneszánsz stílusú épülete az 1500-as években már fennállott. Első ismert tulajdonosa 1580-ban Peder Reedtz német származású dán főnemes volt. A város legeredetibb faszerkezetes épületének tartják. Eredetileg egy kereskedő nagyobb házkomplexumának a része volt. Kora és az idők során változó tulajdonosai, használati módjai ellenére számos érdekes, eredeti részlete maradt fenn, például az ablakok felett kerub-fejek láthatók.
Az épületet 1986-ban vásárolta meg egy műemlékvédelmi alap és gondos restauráción esett át. Ezután került ide a városi múzeum, ami a város lakóinak, lakásainak, foglalkozásainak az emlékeit gyűjti a középkortól a 20. századig. 

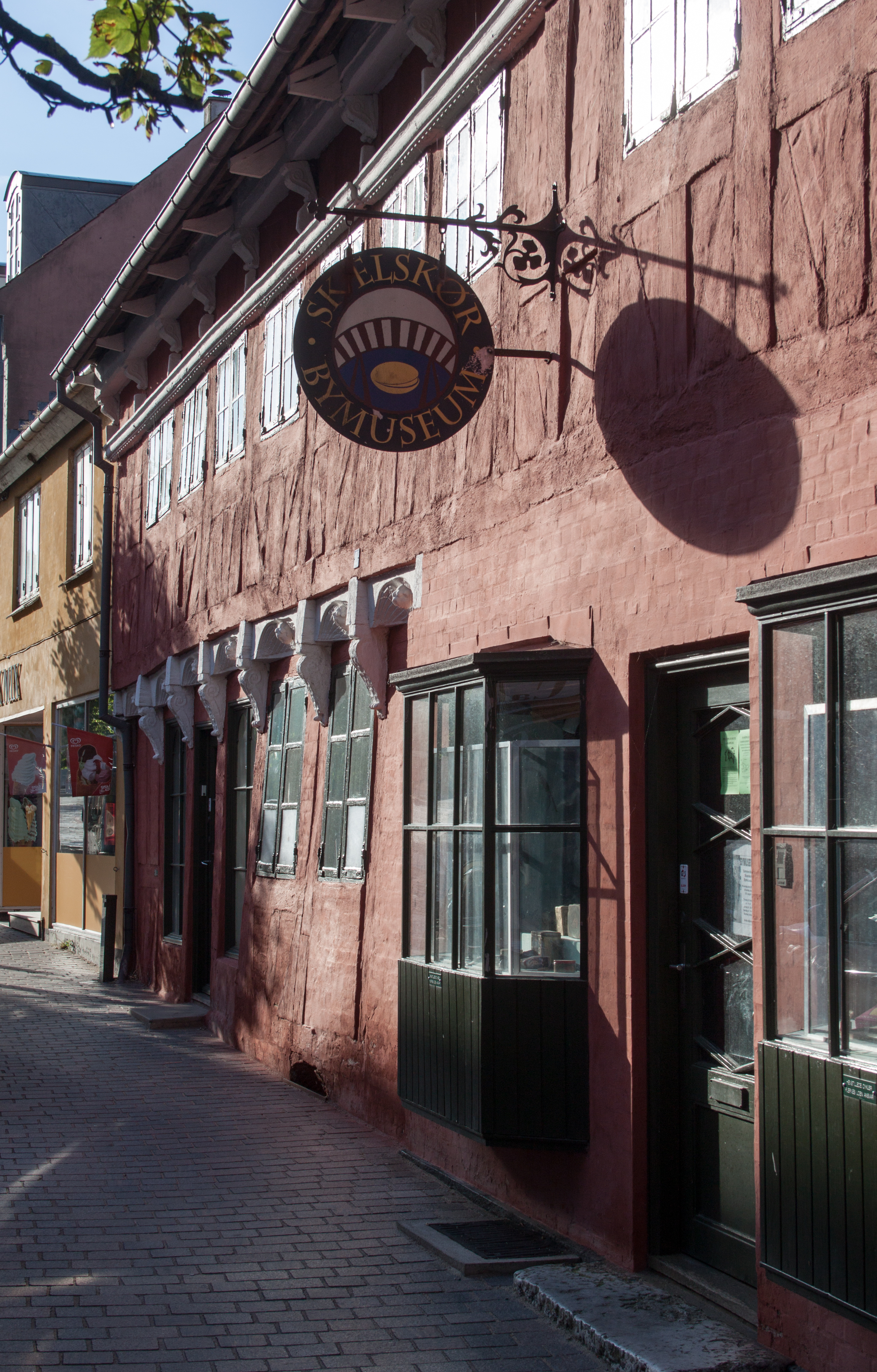
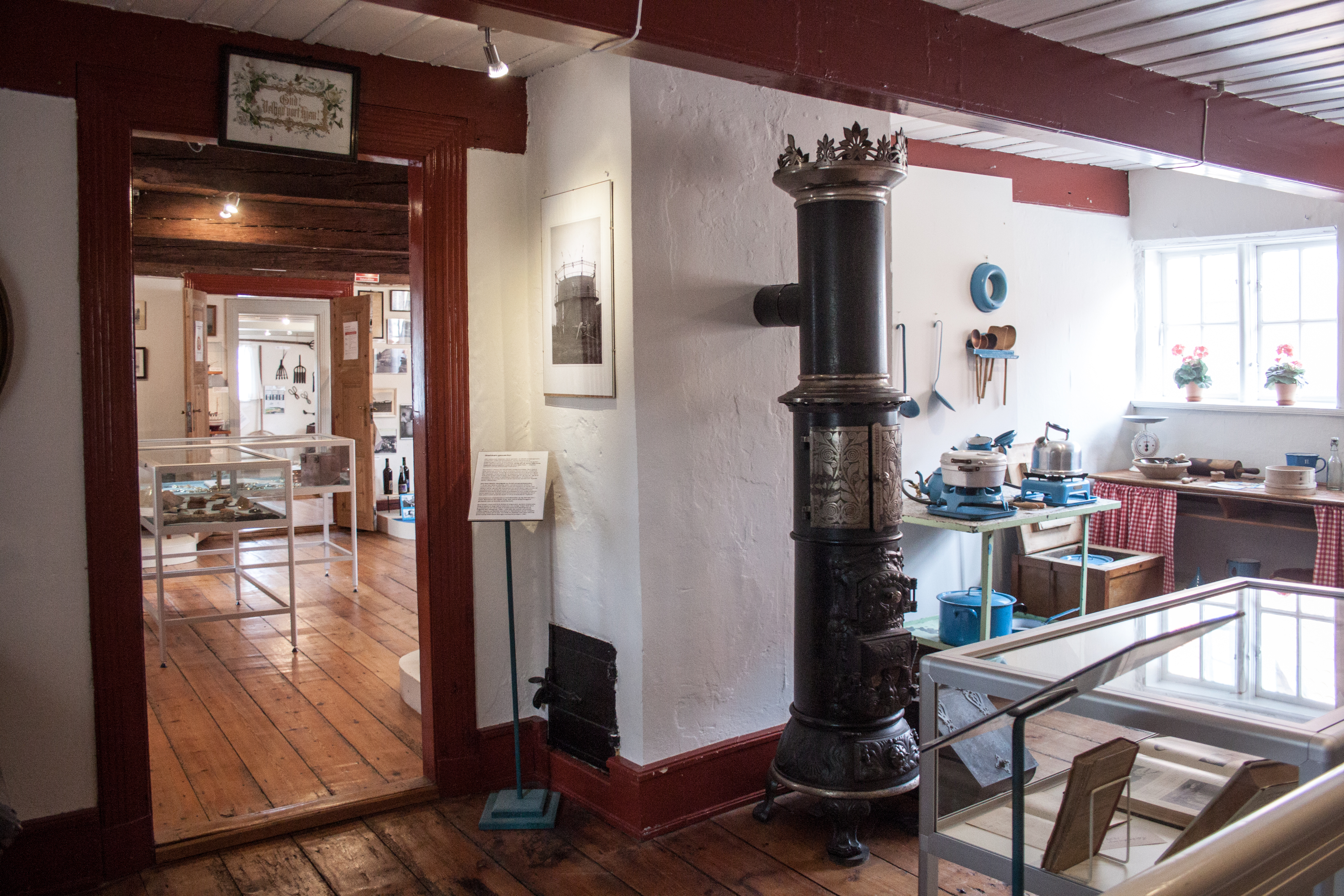
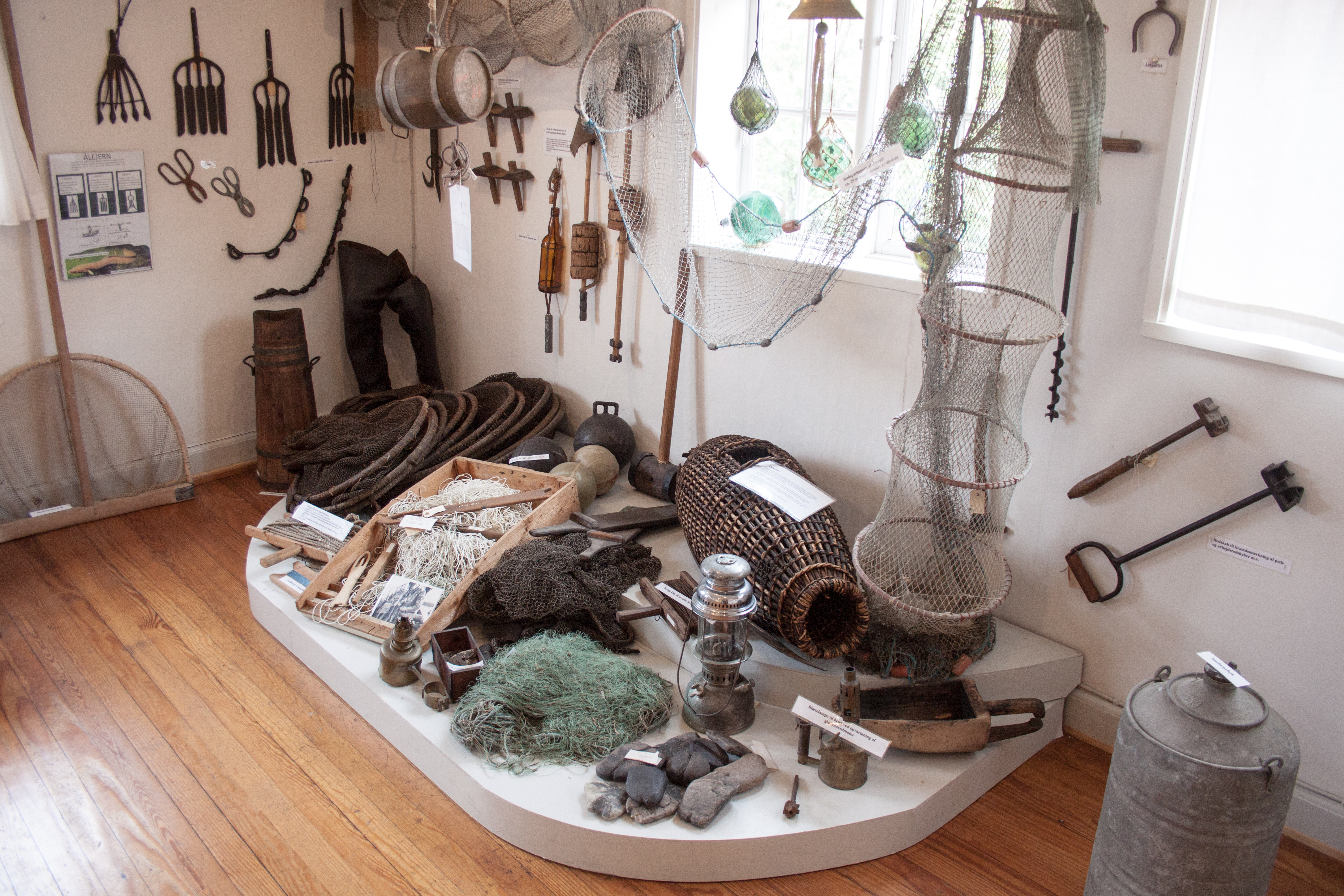
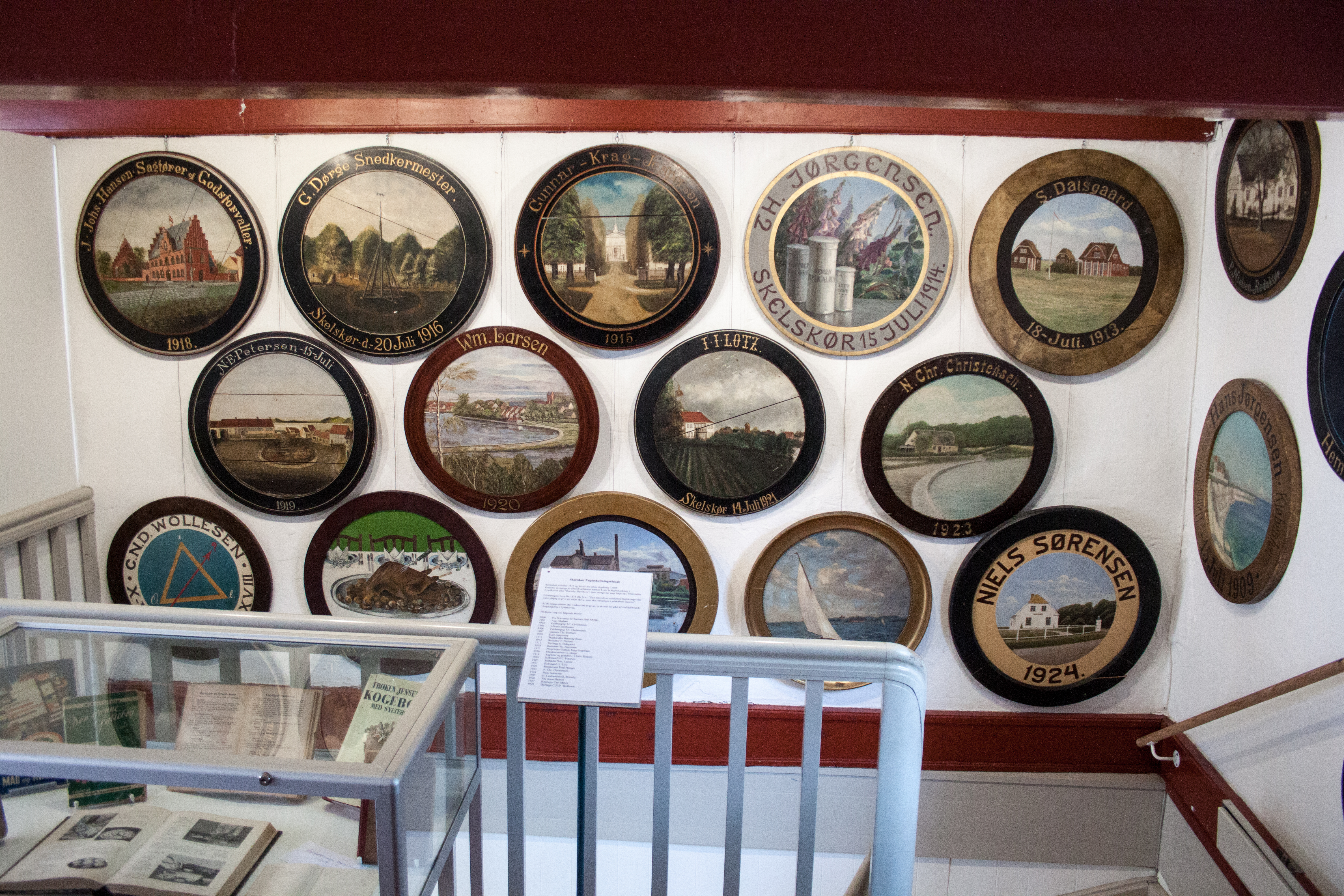
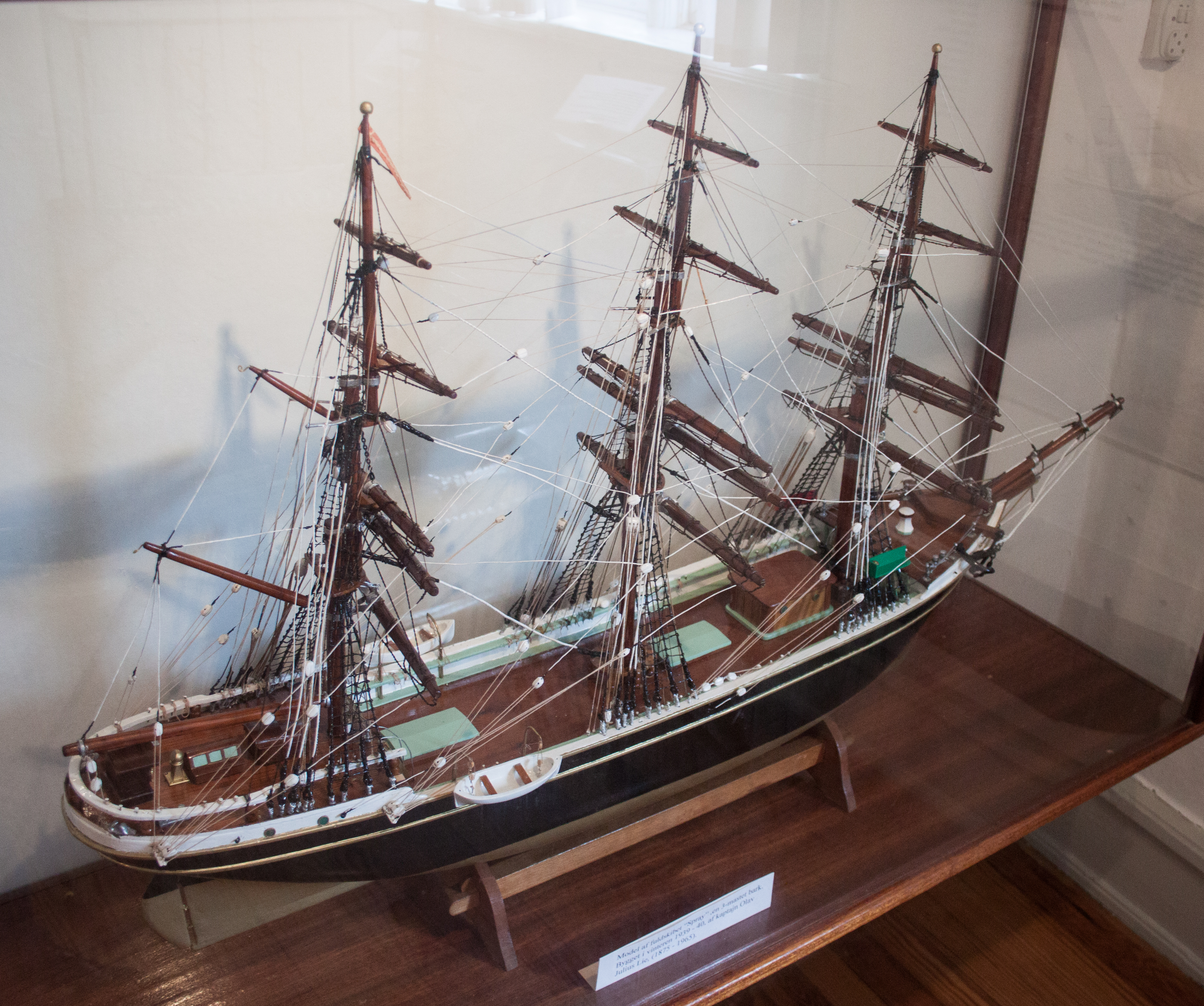

### Aranykincs-lelet
2015 nyarán ebben a múzeumban állították ki néhány órára, több ezer látogató számára, a közeli Boeslunde faluban feltárt lelőhelyen frissen talált mintegy 2000 darab, egyenként 3 cm hosszú aranyspirált. A 2-300 gramm összsúlyú, az i. e. 9. századra datálható bronzkori leletet ezután biztonsági okok miatt továbbszállították a koppenhágai Dán Nemzeti Múzeumba.